# Mireille Darc
Mireille Darc, właściwie Mireille Aigroz (ur. 15 maja 1938 w Tulonie, w departamencie Var, zm. 28 sierpnia 2017 w Paryżu) – francuska aktorka, modelka i reżyserka.

## Kariera

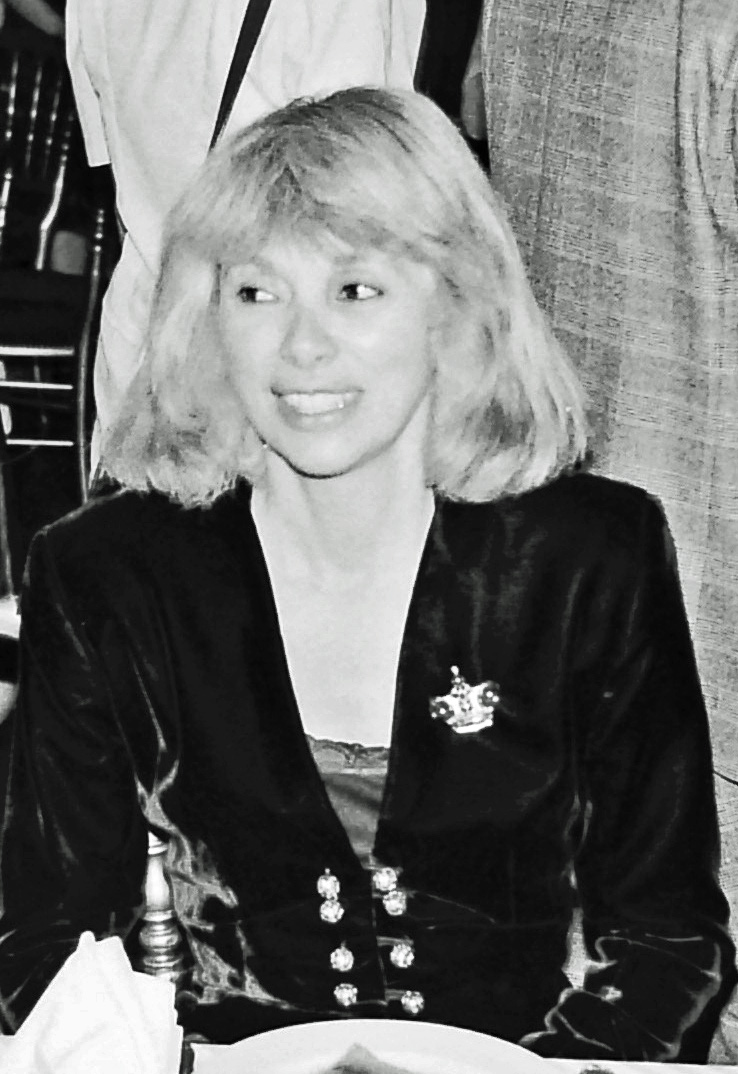
Mireille Darc, 1989

Absolwentka szkoły aktorskiej w Tulonie, zaczynała karierę jako modelka. Potem debiutowała w dwóch produkcjach kinowych – kryminale Umierająca miłość (Mourir d’amour, 1960) i dramacie Roztargnienia (Les Distractions, 1960). W latach 60. była jedną z najbardziej lubianych aktorek kina francuskiego. Stworzyła portret młodej kobiety swoich czasów w dramacie psychologicznym Galia (1966), a za tytułową rolę otrzymała nagrodę na festiwalu filmowym w Mar del Plata w Argentynie. Ma w swojej filmografii 72 tytuły, głównie komedie i filmy kryminalne, a także dramat Jean-Luca Godarda Koniec tygodnia (Week End, 1967).
W latach 80. przeżyła ciężką katastrofę samochodową i przeszła operację serca.
W 1989 roku zasiadła po drugiej stronie kamery jako reżyser filmu Barbarzyńca (La Barbare).
W latach 1968–1983 była partnerką życiową aktora Alaina Delona, później zaś (1983–1988) pisarza Pierre’a Barreta (ur. 1936, zm. 1988). W dniu 7 września 2002 roku wyszła za mąż za architekta Pascala Despreza.

## Filmografia
- 1962: Diabelskie sztuczki (org. Le Diable et les Dix Commandements) jako koleżanka Tani
- 1962: Inspektor Leclerc (L’inspecteur Leclerc albo L’inspecteur Leclerc enquête), jako Georgette
- 1963: Inspektor Leclerc (L’inspecteur Leclerc albo L’inspecteur Leclerc enquête), jako Brigitte
- 1963: Koko (Pouic-Pouic), jako Patricia
- 1964: Wąchać kwiatki od spodu, jako Rockie
- 1965: Ci wspaniali młodzieńcy w swych szalejących gruchotach (Monte Carlo or bust!), jako Marie-Claude
- 1972: Tajemniczy blondyn w czarnym bucie (Le Grand blond avec une chaussure noire), jako Christine
- 1974: Powrót tajemniczego blondyna (Le Retour du grand blond), jako Christine